# Castell dels Moros (Vilanant)
El Castell dels Moros, també conegut com a Castell d'Escales o Castell dels Solers, és un castell situat al municipi de Vilanant, a l'Alt Empordà, declarat bé cultural d'interès nacional.

## Història
Tenim molt poca documentació en relació amb aquest castell, que antigament es coneixia com a Castell d'Escales. Formava una petita fortificació de perfil irregular, centrada per una torre de planta cilíndrica que es conserva en gran part, tot i que força malmesa. Té una alçada de 8 m i es troba aïllada en un sector boscós prop dels camps de conreu. Es manté dempeus la volta hemisfèrica de la planta baixa. Resten alguns trams dels murs que la circumdaven.

## Descripció
El Castell dels Moros es troba a l'extrem oriental d'una carena, damunt la confluència de la riera de Cistella amb el Manol, uns dos quilòmetres a ponent de Vilanant. En la part més enlairada d'un pujol es dreça una torre cilíndrica que quedava envoltada per un recinte murat. La torre es conserva en una altura alçada aproximada de vuit metres i és esberlada de dalt a baix. S'ha conservat la volta semiesfèrica del pis inferior. Té un forat al centre per accedir als pisos superiors. Les restes dels murs que formaven un recinte rectangular o quadrat no sobresurten en una alçada superior als tres metres en el costat de llevant, i en altres zones aquests vestigis són encara més reduïts.